# نور ميسواري
نور ميسواري (3 مارس 1939 - ) هو سياسي وثوري من شعب المورو، ومؤسس وزعيم الجبهة الوطنية لتحرير مورو.

## حياته الشخصية
ولد نور ميسواري في 3 مارس 1939 في تابول في سولو بالفلبين. عمل صيادًا، وهو سليل مباشرلأحد محاربي سلطنة سولك، التحق بمدرسة جولو المركزية الابتدائية من عام 1949 إلى عام 1955 ودرس في مدرسة سولو الثانوية الوطنية لتعليمه الثانوي من عام 1955 إلى عام 1958. ثم درس في جامعة الفلبين في مانيلا.